# Phegopteris connectilis
Phegopteris connectilis là một loài thực vật có mạch trong họ Thelypteridaceae. Loài này được (Michx.) Watt miêu tả khoa học đầu tiên năm 1866.

## Hình ảnh

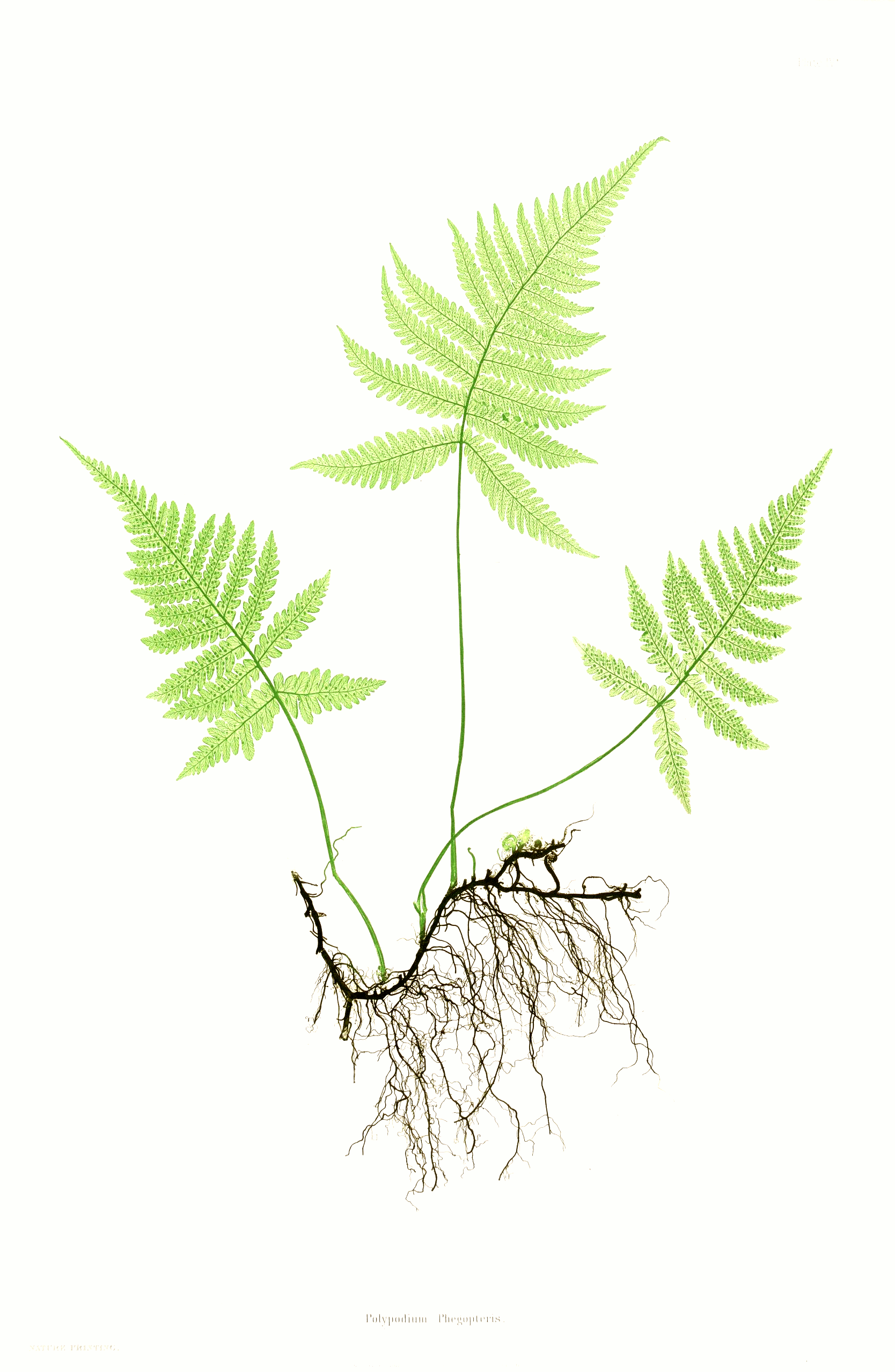
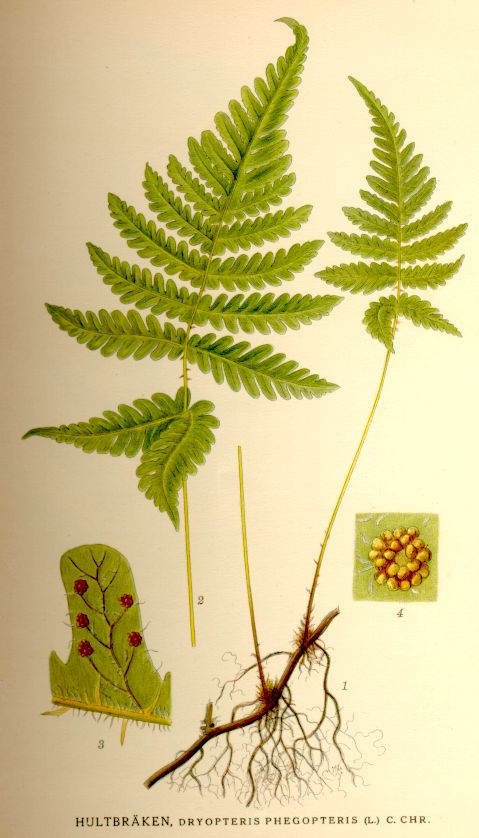
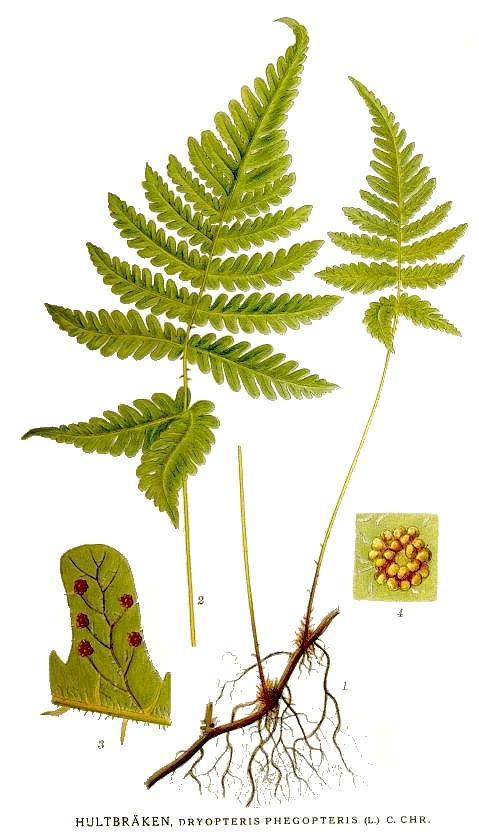
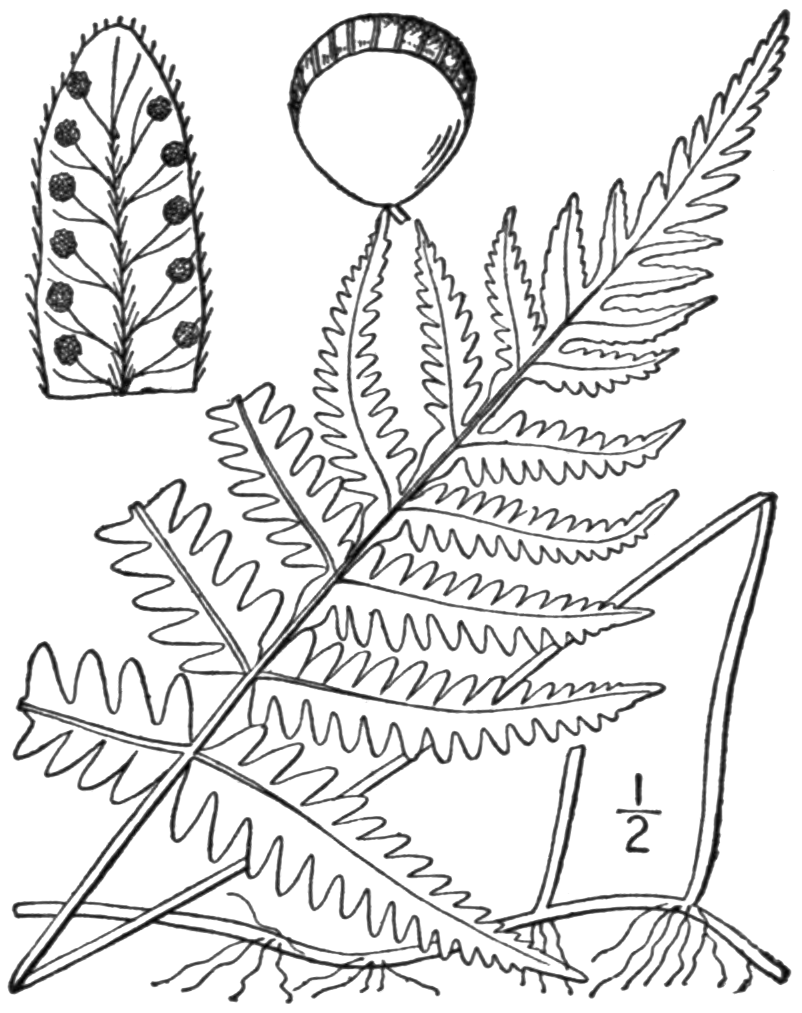